# Петерсен, Иван Фёдорович
Иван Фёдорович Пе́терсен (1783—1875) — русский генерал, участник Наполеоновских войн, начальник Омской области.

## Биография
Родился 24 июля (4 августа) 1783 года; воспитывался дома. В 1798 году поступил на службу в Ревельский пехотный полк и 30 ноября 1799 года получил чин прапорщика, а затем был переведён в Полоцкий пехотный полк.
Состоя при Суворове, участвовал в Итальянском походе; затем, в кампании 1806—1807 гг. против французов, был в битвах при Остроленке, под Пултуском, при Прейсиш-Эйлау. В 1808 году участвовал в русско-шведской войне.
Прослужив в Полоцком полку до 19 апреля 1812 года, Петерсен с производством в майоры был переведён в Елецкий полк, но по распоряжению начальства в мае снова вернулся в Полоцкий полк.
За отличие в сражении под Смоленском 7 августа 1812 года был награждён чином подполковника, а 10 ноября за сражение при Вязьме — орденом Св. Анны 2-й степени; 27 января 1813 года он был назначен адъютантом к герцогу Александру Вюртембергскому, 28 мая «за прогнание неприятеля при вылазке из Данцига на все пункты» получил орден Св. Владимира 4-й степени с бантом и прусский «Pour le mérite»; 23 августа за отличие же произведён в полковники; 28 сентября награждён алмазными знаками к ордену Св. Анны 2-й степени и в том же году — орденом Св. Владимира 3-й степени за точное и благоразумное исполнение многих важных поручений при осаде Данцига.
Назначенный 30 августа 1816 года командиром Томского пехотного полка, Петерсен, однако полком командовал лишь до 27 октября того же года, так как по желанию герцога Александра Вюртембергского был оставлен в занимаемом им звании адъютанта, каковым и состоял до 19 марта 1820 года, когда состоялось его производство в генерал-майоры с назначением состоять при начальнике 14-й пехотной дивизии; 23 мая того же года он был назначен командиром 3-й бригады 7-й пехотной дивизии, а 12 декабря 1823 года — той же бригады 1-й дивизии. Затем, с 21 октября 1830 года, Петерсен командовал 2-й бригадой 3-й пехотной дивизии.
Был назначен 23 января 1831 года военным начальником Белостокской области и принял деятельное участие в подавлении Польского восстания; однако уже 6 октября того же года он по лучил новое назначение — начальником 23-й пехотной дивизии, причём за отличие по службе был произведён в генерал-лейтенанты.
С 1835 года Петерсен был начальником Омской области и затем, 22 января 1837 года вышел в отставку и поселился в имении своем — сельце Забелье Валдайского уезда Новгородской губернии, где и умер 31 августа (12 сентября) 1875 года; был погребён на кладбище при Жабницкой церкви.
Кроме указанных выше наград, Петерсен имел золотую шпагу с надписью «За храбрость», полученную им за сражение 17 августа 1813 года, золотой крест за сражение при Прейсиш-Эйлау и орден Св. Анны 1-й степени, пожалованный ему за неутомимую деятельность по званию военного начальника Белостокской области; также за беспорочную выслугу 25 лет в офицерских чинах ему 15 февраля 1819 года был пожалован орден Св. Георгия 4-й степени за выслугу (№ 3396 по списку Григоровича — Степанова).